# Canet de Mar
Canet de Mar è un comune spagnolo di 12 429 abitanti situato nella comunità autonoma della Catalogna. È situato 43 chilometri a nord di Barcellona, sulla costa del Maresme, tra i comuni di Arenys de Mar e Sant Pol de Mar.

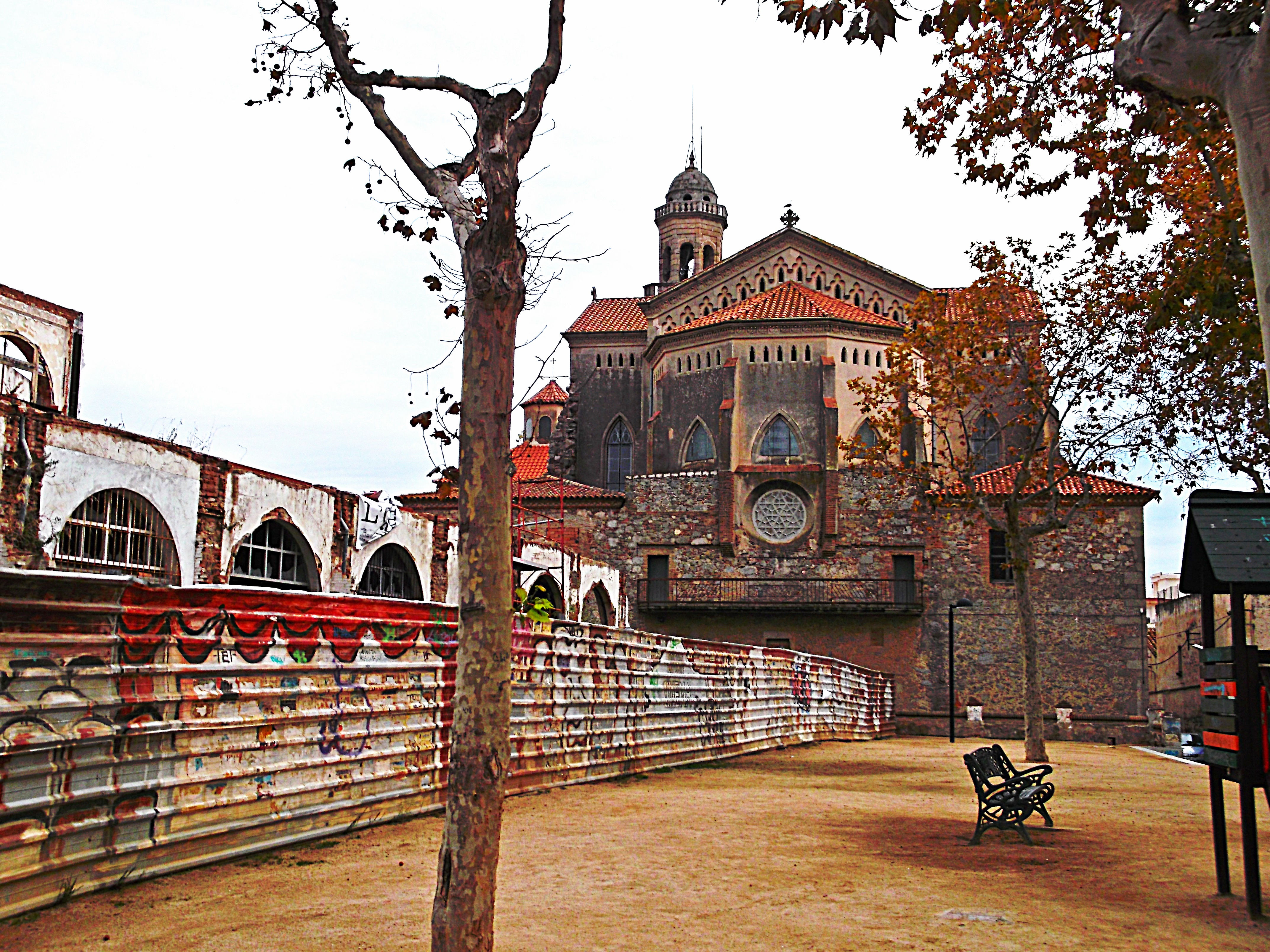
La Iglesia y el Odèon.

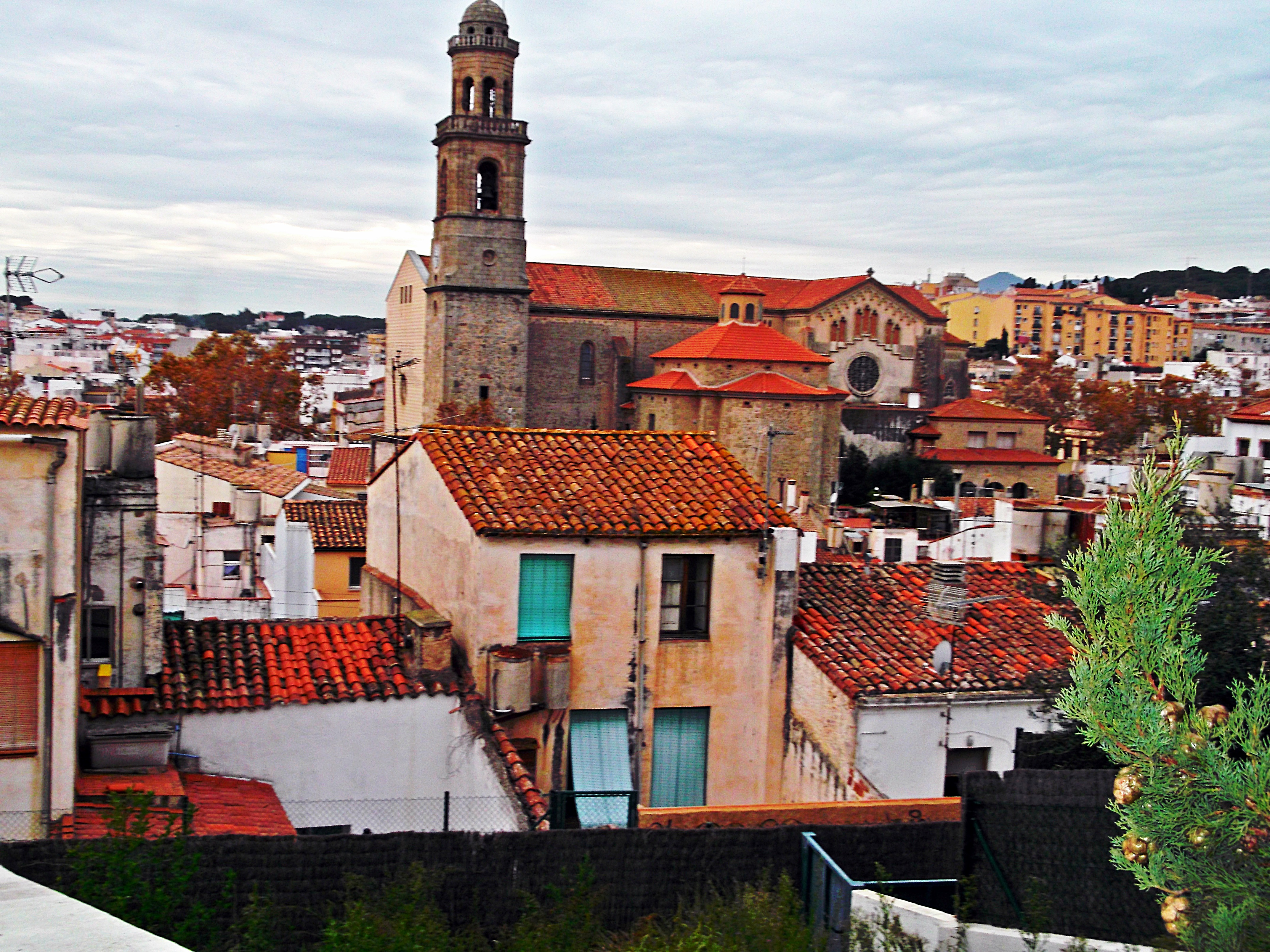
La Iglesia de perfil.

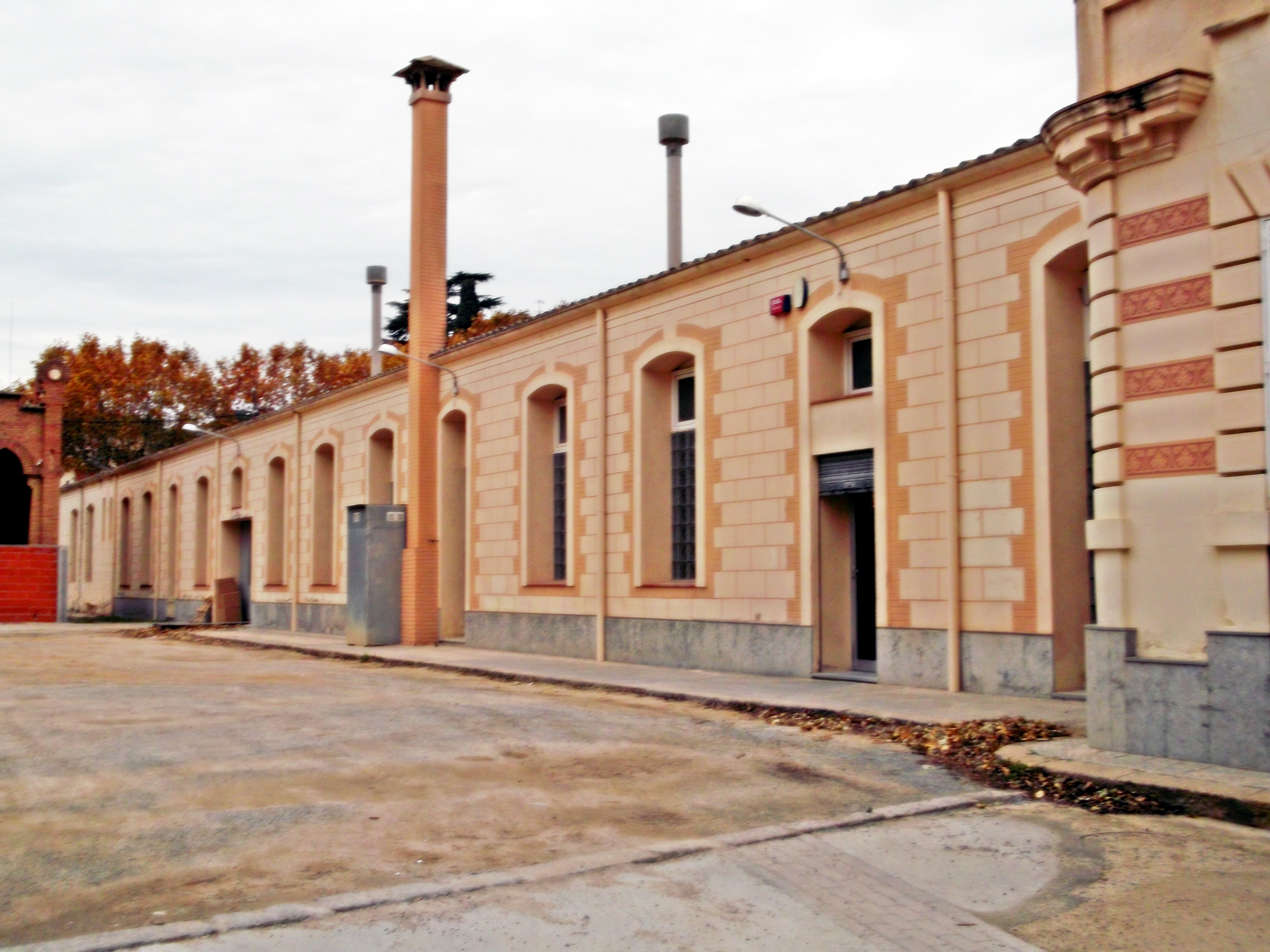
Fàbric Carbonell i Reverter

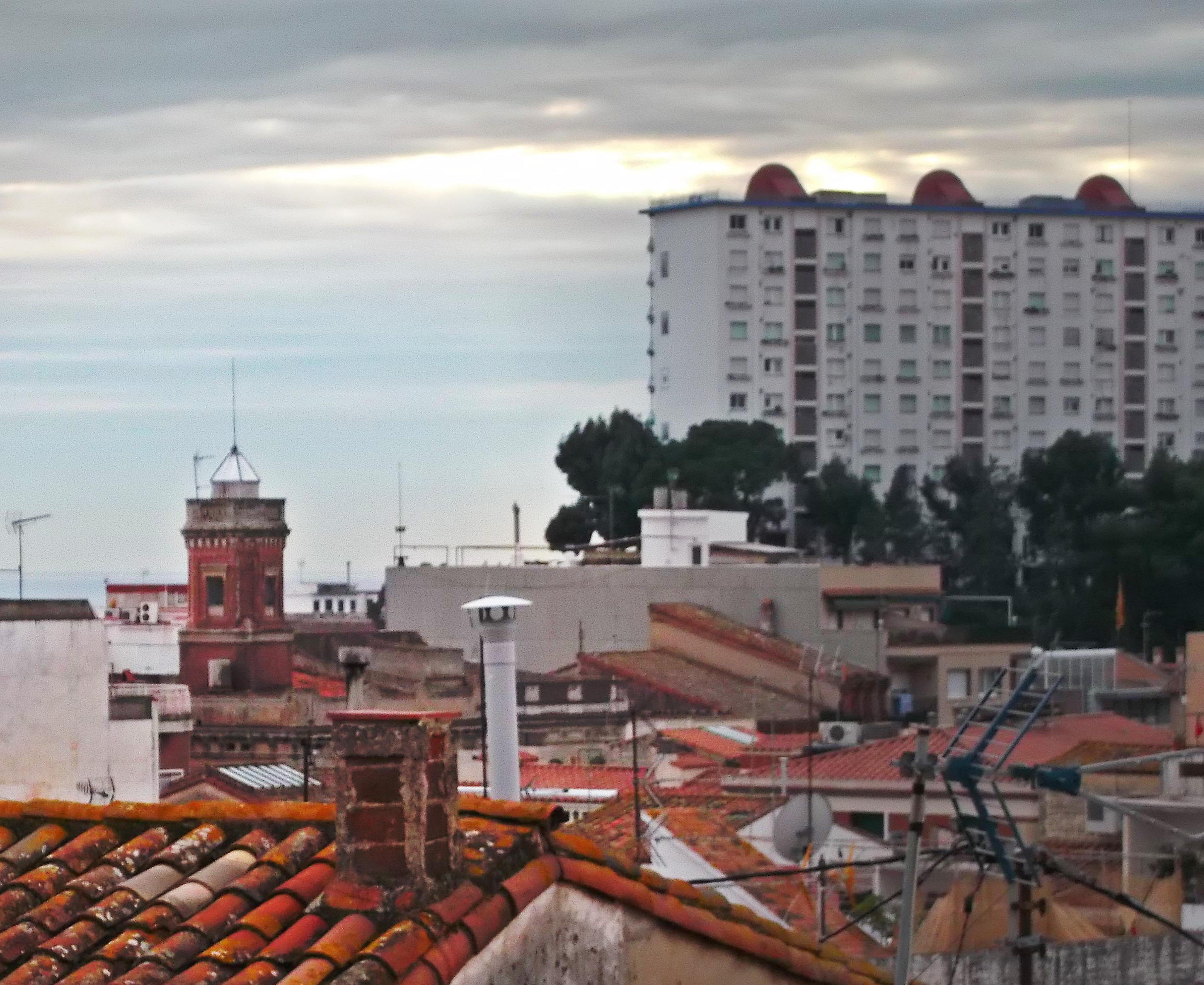
Aires Modernistes

Negli ultimi anni la popolazione di Canet de Mar è aumentata considerevolmente grazie all'impatto economico del turismo. Altre attività economiche importanti per la località sono la floricoltura e l'industria tessile.